# Subcancilla larranagai
Subcancilla larranagai is een slakkensoort uit de familie van de Mitridae. De wetenschappelijke naam van de soort is voor het eerst geldig gepubliceerd in 1947 door Carcelles.